# Дивля
 Тази статия е за селото в България.  За селото в Северна Македония вижте Дивле.  
Дивля е село в Западна България. То се намира в община Земен, област Перник.

## География
Село Дивля се намира в планински район, на около 70 км от гр. София в западна посока. Най-високата точка е разположена на 1187 метра. През селото минава река Явор и Глоговишка река.

## История
При избухването на Балканската война в 1912 година един човек от Дивля е доброволец в Македоно-одринското опълчение. Село Дивля е известно с майсторите павьори. В селото има паметник на павето.

## Личности
Родени в Дивля
- Саво Величков, български революционер от ВМОРО, четник на Боби Стойчев[3]
- Методи Бежански, детски писател. Неговият син – Димитър Бежански – е известен писател-хуморист и журналист в Българското национално радио.

В с. Дивля от 1925 г. до 1937 г. твори един от най-великите български художници – Владимир Димитров – Майстора. В негова памет, през 2002 г., по инициатива на кметския наместник Георги Андреевски, в центъра на селото е поставен бюст-паметник, дело на скулптура проф. Величко Минеков.

## Други

### Редовни събития
Всяка година в село Дивля се организира традиционен събор на 2 август – Илинден. От 1993 година насам на всеки 28 август се организира курбан. Поводът е, че на този ден през 1993 година в селото се разразява огнена стихия. За радост на жителите загубите не са съществени. Курбанът се прави в църквата на селото, която се казва пророк „Свети Илия“. Тя е построена на най-хубавото място в Дивля и не е подземна, а надземна. Направена е през 1865 година.